# 谷崎潤一郎
谷崎 潤一郎（たにざき じゅんいちろう、1886年〈明治19年〉7月24日 - 1965年〈昭和40年〉7月30日）は、日本の小説家。明治末期から昭和中期まで、戦中・戦後の一時期を除き終生旺盛な執筆活動を続け、国内外でその作品の芸術性が高い評価を得た。日本芸術院会員、文化功労者、文化勲章受章者。
初期は耽美主義の一派とされ、過剰なほどの女性愛やマゾヒズムなどのスキャンダラスな文脈で語られることが少なくないが、その作風や題材、文体・表現は生涯にわたって様々に変遷した。漢語や雅語から俗語や方言までを使いこなす端麗な文章と、作品ごとにがらりと変わる巧みな語り口が特徴。『痴人の愛』『春琴抄』『細雪』など、情痴や時代風俗などのテーマを扱う通俗性と、文体や形式における芸術性を高いレベルで融和させた純文学の秀作によって世評高く、「文豪」「大谷崎」 と称された。その一方、今日のミステリー・サスペンスの先駆的作品、活劇的な歴史小説、口伝・説話調の幻想譚、果てはグロテスクなブラックユーモアなど、娯楽的なジャンルにおいても多く佳作を残している。

## 来歴・人物
谷崎倉五郎、関の次男として東京市日本橋区蛎殻町二丁目14番地（現・東京都中央区日本橋人形町一丁目7番10号）に誕生。長男・熊吉は生後3日で亡くなったため、潤一郎の出生届は、「長男」として出された。次男として誕生した弟の谷崎精二は、のちに作家、英文学者（早稲田大学教授）となる。
母方の祖父・谷崎久右衛門は、一代で財を成した人で、父は江澤家から養子に入ってその事業の一部を任されていた。しかし、祖父の死後事業がうまくいかず、谷崎が阪本尋常高小四年を卒業するころには身代が傾き、上級学校への進学も危ぶまれた。谷崎の才を惜しむ教師らの助言により、住込みの家庭教師をしながら府立第一中学校（現・日比谷高等学校）に入学することができた。散文や漢詩をよくし、一年生のときに書いた『厭世主義を評す』は周囲を驚かせた。成績優秀な潤一郎は「神童」と言われるほどだった。
1902年（明治35年）9月、16歳の時、その秀才ぶりに勝浦鞆雄校長から一旦退学をし、第二学年から第三学年への編入試験（飛級）を受けるように勧められる。すると合格し、さらに学年トップの成績をとった。本人が「文章を書くことは余技であった」と回顧しているように、その他の学科の勉強でも優秀な成績を修めた。卒業後、第一高等学校に合格。一高入学後、校友会雑誌に小説を発表した。

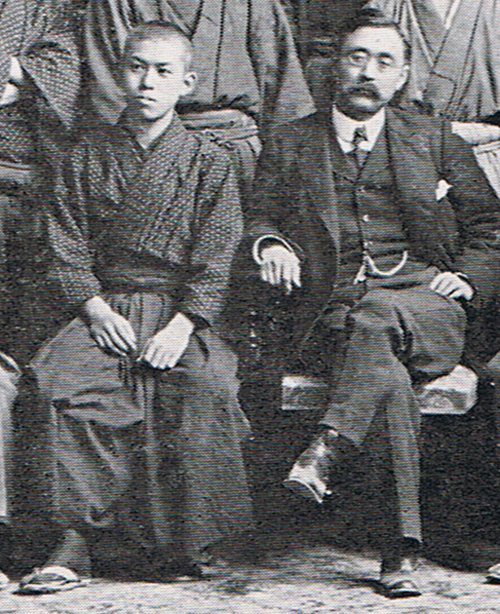
一高時代、校長の新渡戸稲造と（1908年〈明治41年〉）

1908年（明治41年）、一高英法科卒業後に東京帝国大学文科大学国文科に進むが、後に学費未納により中退。在学中に和辻哲郎らと第2次『新思潮』を創刊し、処女作の戯曲『誕生』や小説『刺青』（1910年）を発表。早くから永井荷風によって『三田文学』誌上で激賞され、谷崎は文壇において新進作家としての地歩を固めた。以後『少年』、『秘密』などの諸作を書きつぎ、自然主義文学全盛時代にあって物語の筋を重視した反自然主義的な作風で文壇の寵児となった。
大正時代には当時のモダンな風俗に影響を受けた諸作を発表、探偵小説の分野に新境地を見出したり、映画に深い関心を示したりもし、自身の表現において新しい試みに積極的な意欲を見せた。
関東大震災の後、谷崎は関西に移住し、これ以降ふたたび旺盛な執筆を行い、次々と佳品を生みだした。長編『痴人の愛』では妖婦ナオミに翻弄される男の悲喜劇を描いて大きな反響を呼ぶ。続けて『卍』、『蓼喰ふ虫』、『春琴抄』、『武州公秘話』などを発表し、大正以来のモダニズムと中世的な日本の伝統美を両端として文学活動を続けていく。こうした美意識の達者としての谷崎の思想は『文章読本』と『陰翳禮讚』の評論によって知られる。この間、佐藤春夫との「細君譲渡事件」や2度目の結婚・離婚を経て、1935年（昭和10年）に、元人妻の森田松子と3度目の結婚をして私生活も充実する。
太平洋戦争中、谷崎は松子夫人とその妹たち四姉妹との生活を題材にした大作『細雪』に取り組み、軍部による発行差し止めに遭いつつも執筆を続け、戦後その全編を発表する（毎日出版文化賞、朝日文化賞受賞）。同作の登場人物である二女「幸子」は松子夫人、三女の「雪子」は松子の妹・重子がモデルとなっている。
1947年（昭和22年）6月9日、昭和天皇が京都に行幸（昭和天皇の戦後巡幸）した際、川田順、吉井勇、新村出とともに京都大宮御所に召し出され座談会に参加した。谷崎は大阪人気質や文楽について話題提供を行った。
戦後は高血圧症が悪化、畢生の文業として取り組んだ『源氏物語』の現代語訳も中断を強いられた。しかし、晩年の谷崎は、『過酸化マンガン水の夢』（1955年）を皮切りに、『鍵』、『瘋癲老人日記』（毎日芸術賞）といった傑作を発表。
1950年代には『細雪』、『蓼喰ふ虫』が翻訳され、アメリカでも出版。ノーベル文学賞の候補には、判明しているだけで1958年と1960年から1964年まで7回にわたって選ばれ、特に1960年と1964年には最終候補（ショートリスト）の5人の中に残っていた。最晩年の1964年（昭和39年）6月には、日本人で初めて全米芸術院・米国文学芸術アカデミー名誉会員に選出された。

## 略年譜

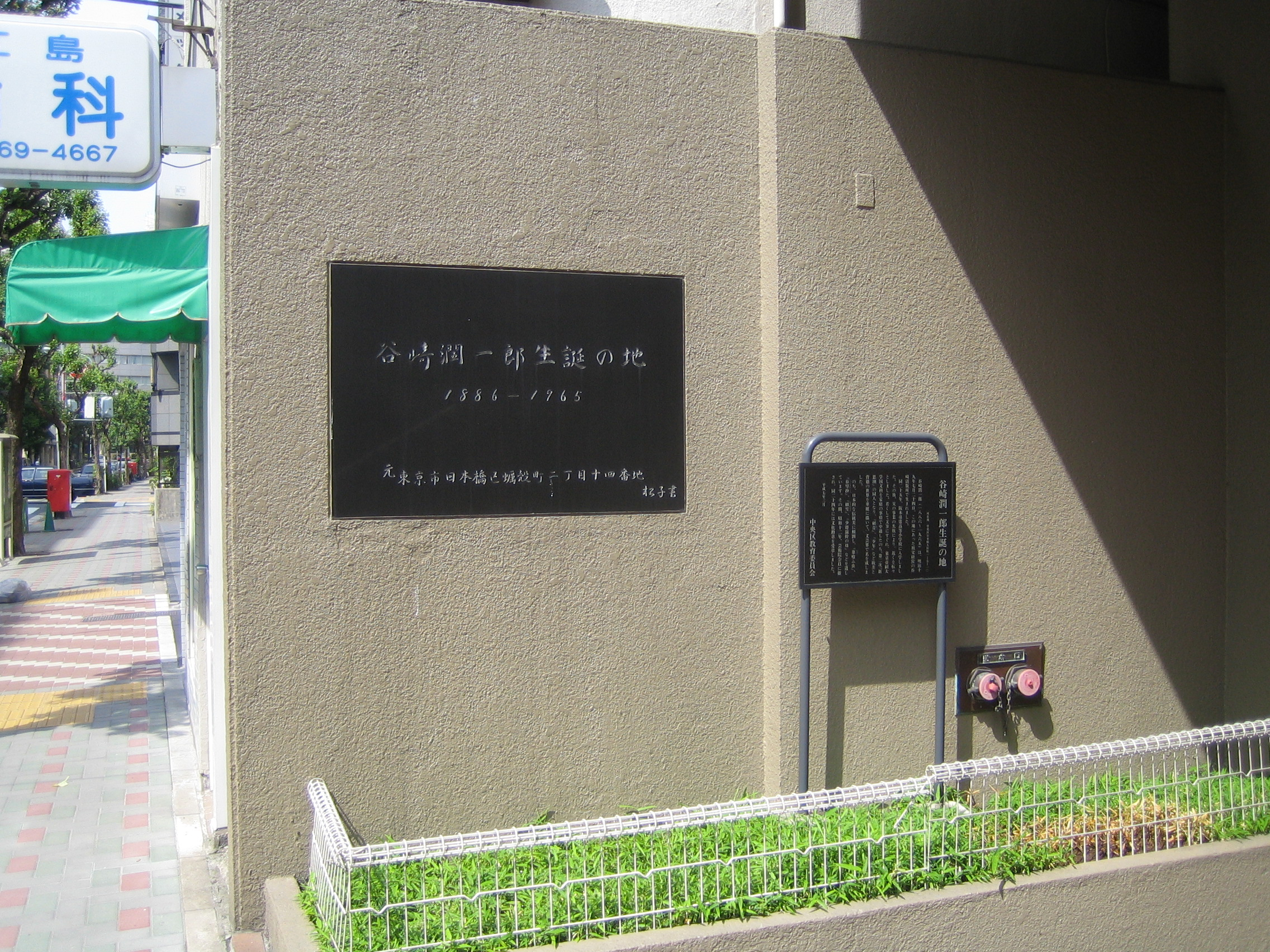
生家跡

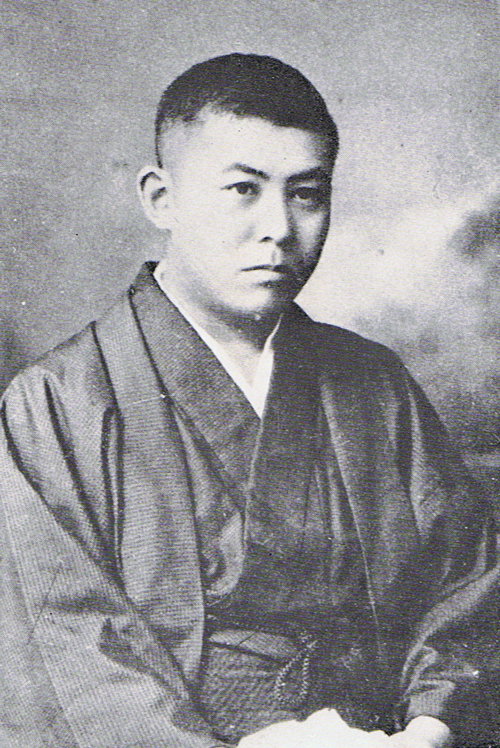
不安定な精神状態で放浪生活をしていた頃（1913年、27歳）

- 1886年（明治19年）東京市日本橋区蛎殻町二丁目14番地（現・東京都中央区日本橋人形町一丁目7番10号）に誕生。父・谷崎倉五郎、母・関の長男として育つ。
- 1889年（明治22年） 父の経営する日本点灯会社が経営不振のために売却される（明治二十一年九月七日付で井染得佶を発起人総代として、他倉五郎とさらに2人、合計4人連名で有限責任日本點燈会社設立御届を定款と共に神田区長に提出し、株主を募集。その40日後、明治二十一年十月廿四日付で解社御届を神田区長に提出している[15]。）。
- 1890年（明治23年） 父、米穀の仲買人をはじめる（東京府公文書の米商会所の簿冊中の仲買人認許料上納仕訳書によると、明治十九年二月廿四日付、蠣殻町壱丁目弐番地の住所で、同所寄留の江間忠五郎と共に仲買人認許料を納付している[16]。）。弟・精二生まれる。
- 1892年（明治25年） 日本橋阪本小学校尋常科へ入学（一年繰上げの変則入学）。お坊ちゃん育ちの内気な性格のため、乳母の付添い無しでは学校に行けない。
- 1893年（明治26年） 出席日数不足のためもう一度一年生をやり直し、首席で進級する。生涯の友人・笹沼源之助（日本初の「高級」中華料理店倶楽部偕楽園の御曹司）と知り合う。
- 1894年（明治27年） 6月20日、明治東京地震に自宅で被災。地震恐怖症の原因（『九月一日前夜のこと』で恐怖症と告白）。
- 1896年（明治29年） 母と歌舞伎『義経千本桜』を観劇し、生涯にわたる影響を受ける。
- 1897年（明治30年） 同小学校尋常科卒業、高等科に進む。稲葉清吉先生の影響で文学に目覚める。
- 1898年（明治31年） 先輩や級友と回覧雑誌『学生倶楽部』を行う。
- 1899年（明治32年） 京橋区築地明石町の欧文正鴻学館（通称サンマー塾）に通い英語を習う。日本橋亀嶋町の貫輪秋香塾で漢文の素読を受ける。
- 1901年（明治34年） 同高等科卒業。このころ家産傾き、奉公に出されるはずだったが、才能を惜しむ稲葉先生らの援助により東京府立第一中学校（現・日比谷高等学校）へ進む。
- 1902年（明治35年） 家業いよいよ逼迫し廃学を迫られるが、漢文教師の渡辺先生や北村重昌（上野精養軒主人）の篤志によって住込みの書生で家庭教師となり、学業を行う。
- 1903年（明治36年） 一中校誌『学友会雑誌』の会幹となる。一中では、大貫雪之助（岡本かの子の兄）、土屋計左右、恒川陽一郎、吉井勇、辰野隆らと知り合う。
- 1905年（明治38年） 同校卒業、第一高等学校英法科に進む。
- 1907年（明治40年） 一高文芸部委員となり『校友会雑誌』に文章を発表する。北村家の小間使いの穂積フク（福子）との恋愛事件により北村家を追い出されて学生寮に入る。この頃から学資は伯父と笹沼家より援助を受ける。
- 1908年（明治41年） 同校卒業、東京帝国大学国文科に進む。
- 1909年（明治42年） この頃、文壇に出られない焦りから神経衰弱となり、転地療養先の偕楽園で、永井荷風の『あめりか物語』を愛読。
- 1910年（明治43年） 小山内薫、和辻哲郎、大貫晶川、小泉鉄、後藤末雄、木村荘太らと共に第2次『新思潮』を9月に創刊。戯曲『誕生』を投稿（創刊号は手続き不備のため発売禁止）。『刺青』、『麒麟』を発表。
- 1911年（明治44年） 『新思潮』は廃刊に。一時『スバル』同人に参加。7月、授業料未納により退学。『少年』『幇間』『飈風』『秘密』を発表。作品が永井荷風に激賞され、文壇的地位を確立する。
- 1912年（明治45年） 1月に初恋の穂積フクが肺炎で死去。4月、京都旅行をはじめ各地を放浪、神経衰弱が再発する。7月、徴兵検査を受けるが脂肪過多症で不合格。『悪魔』を発表。
- 1915年（大正4年） 石川千代と結婚。『お艶殺し』『法成寺物語』『お才と巳之介』 を発表。
- 1916年（大正5年） 長女・鮎子生まれる。『神童』『恐怖時代』を発表。
- 1917年（大正6年） 母・関が死去。妻と娘を実家に預ける。『人魚の嘆き』『異端者の悲しみ』を発表。芥川龍之介、佐藤春夫との交流が始まる。千代の妹・せい子を好きになる。
- 1918年（大正7年） 朝鮮、満洲、中国に旅行。『小さな王国』を発表。
- 1919年（大正8年） 父・倉五郎死去。神奈川県小田原十字町に転居。『母を恋ふる記』を発表。
- 1920年（大正9年） 横浜の大正活映株式会社脚本部顧問に就任。義妹せい子を芸名・葉山三千子で女優にし、『アマチュア倶楽部』でデビューさせる。『鮫人』『芸術一家言』を発表。
- 1921年（大正10年） 妻・千代を佐藤春夫に譲るという前言を翻したため、佐藤と絶交する（「小田原事件」）。
- 1923年（大正12年） 9月1日関東大震災。当時箱根の山道でバスに乗車中で、その谷側の道が崩れるのを見る。横浜山の手の自宅は頑丈に造られており無事だったが、類焼してしまう。震災後、京都市上京区等持院中町や、左京区三条東山通要法寺を経て、兵庫県武庫郡大社村越木（現・西宮市苦楽園）の『万象館』に移住。『肉塊』を発表。
- 1924年（大正13年） 武庫郡本山村北畑（現・神戸市東灘区本山町）に転居。『痴人の愛』を発表。
- 1926年（大正15年） 1月再び中国の上海へ旅行。郭沫若と知り合う。帰国後、秋に佐藤春夫と和解、武庫郡本山村岡本好文園（現・神戸市東灘区岡本）に転居。『上海交遊記』、『上海見聞録』を発表。
- 1927年（昭和2年） 根津松子と知り合う。『饒舌録』を連載し、芥川龍之介との間で「筋のある小説、ない小説」論争が起こるが、後日、谷崎の誕生日に芥川が自殺する。
- 1928年（昭和3年） 兵庫県武庫郡岡本梅ヶ谷（現・神戸市東灘区岡本）に新居（「鎖瀾閣」）を築く。『黒白』、『卍』を発表。
- 1929年（昭和4年）妻・千代を、和田六郎（後の大坪砂男）に譲る話が出て、それを元に『蓼喰ふ蟲』を、前年から連載するが、佐藤春夫の反対で話は壊れる。
- 1930年（昭和5年） 『乱菊物語』前編を発表。千代と離婚。離婚および千代の佐藤再嫁の旨の挨拶状が有名になり、「細君譲渡事件」として騒がれる。
- 1931年（昭和6年） 古川丁未子と結婚。借金のため一時期高野山にこもる。『吉野葛』『盲目物語』『武州公秘話』を発表。
- 1932年（昭和7年） 武庫郡魚崎町横屋（現・神戸市東灘区）に転居する。隣家は根津松子一家だった。松子との不倫が始まる。『倚松庵随筆』『蘆刈』を発表。
- 1933年（昭和8年） 丁未子と別居する。弟・精二と弟妹扶助のことで揉めて絶交。『春琴抄』『陰翳禮讚』を発表。
- 1934年（昭和9年） 『夏菊』を連載するが、モデルとなった根津家の抗議で中断。丁未子と正式離婚。『文章読本』を発売、ベストセラーとなる。
- 1935年（昭和10年） 前年に根津清太郎と離婚した森田松子と結婚する。『源氏物語』の現代語訳に着手。『摂陽随筆』を発表。この年に創設された芥川賞、直木賞の選考委員にも選ばれているが、審査当日は欠席している[17]。
- 1936年（昭和11年） 『猫と庄造と二人のをんな』を発表。武庫郡住吉村反高林（現・神戸市東灘区）に転居。5月 実名 大井孝一郎, 住田多蔵（歌舞伎の笛方総家元）が志賀直哉を訪問し、谷崎への紹介を喜ぶ。
- 1937年（昭和12年） 創立された帝国芸術院会員に選ばれる。
- 1938年（昭和13年） 阪神大水害起こる。このときの様子がのちに『細雪』中に映されることになる。源氏物語の現代語訳脱稿する。
- 1939年（昭和14年） 弟・精二と和解。『潤一郎訳源氏物語』刊行されるも、皇室にわたる部分について何箇所かを削除した。長女の鮎子が竹田龍児（佐藤春夫の甥）と結婚（媒酌人は泉鏡花）。
- 1941年（昭和16年） 初孫・百百子が誕生。
- 1942年（昭和17年） 熱海市西山の別荘を購入。
- 1943年（昭和18年） 『中央公論』誌上に連載開始された『細雪』が軍部により連載中止となる。以降密かに執筆を続ける。
- 1944年（昭和19年） 『細雪』上巻を私家版として発行。一家で熱海疎開。
- 1945年（昭和20年） 岡山県津山、ついで真庭郡勝山町（現・真庭市）に再疎開。
- 1946年（昭和21年） 京都市左京区南禅寺下河原町に転居する（前の潺湲亭）。
- 1947年（昭和22年） 高血圧症の悪化により執筆が滞りがちとなる。『細雪』中巻を刊行。松子の長女・根津恵美子を次女として入籍。毎日出版文化賞受賞。
- 1948年（昭和23年） 『細雪』下巻が完成する。
- 1949年（昭和24年） 朝日文化賞受賞。左京区下鴨泉川町に転居（後の潺湲亭）。第8回文化勲章受章。『月と狂言師』、『少将滋幹の母』を発表。
- 1950年（昭和25年） 熱海市仲田にふたたび別荘を購入（前の雪後庵）。
- 1951年（昭和26年） この年以降再び高血圧症悪化、静養を専らとする。文化功労者となる。『潤一郎新訳源氏物語』を発表。
- 1954年（昭和29年） 熱海市伊豆山鳴沢に新たに別荘を借り転居（後の雪後庵）。
- 1955年（昭和30年） 『幼少時代』『過酸化マンガン水の夢』を発表。
- 1956年（昭和31年） 京都の潺湲亭を売却し、熱海伊豆山に定住。『鍵』を発表。
- 1958年（昭和33年） 11月に軽い発作を起こし、医者から3か月の静養を勧告される。

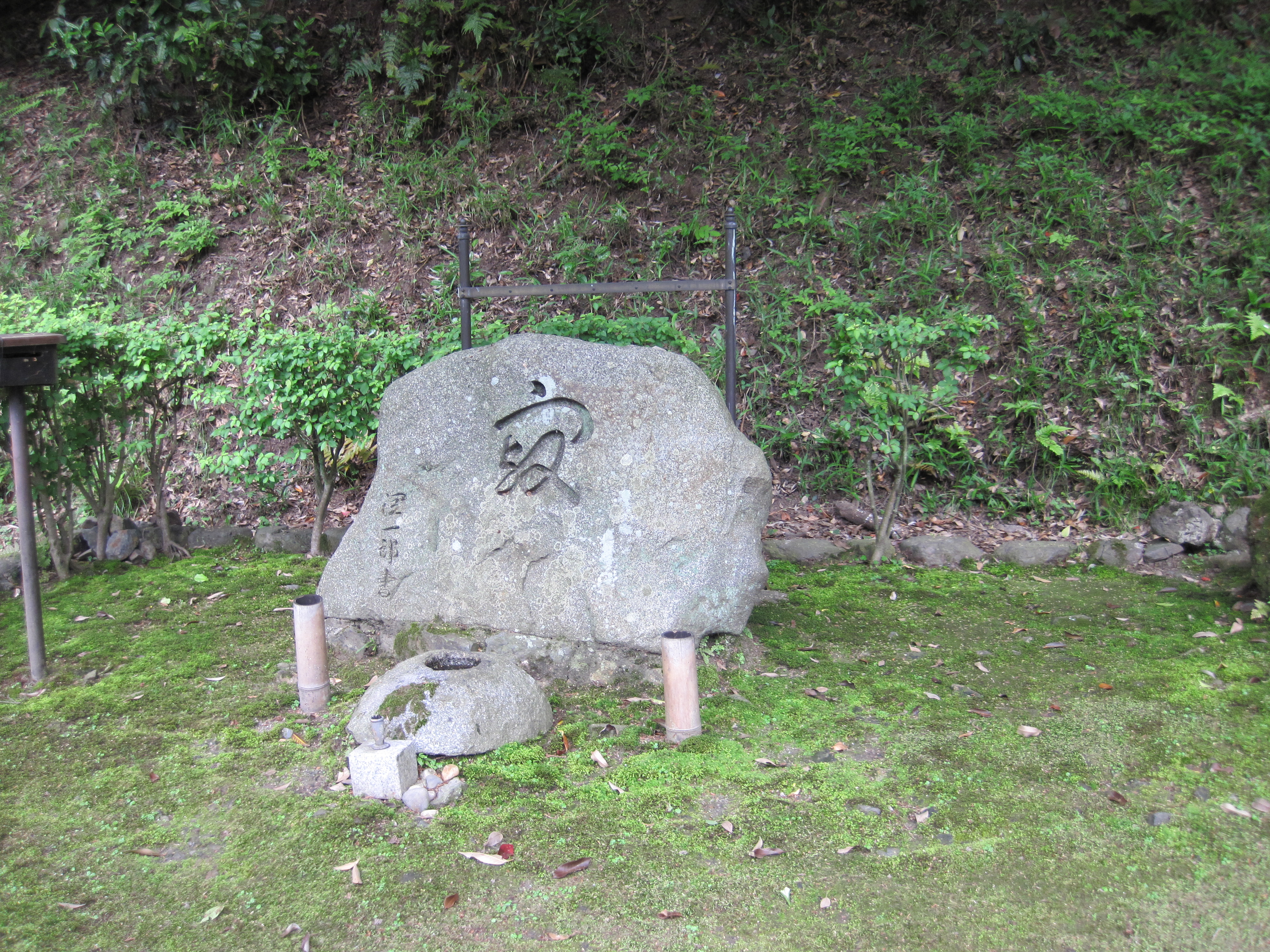
法然院にある墓所

- 1959年（昭和34年） 右手に疼痛や麻痺が起こり、以降口授（口述筆記）によって執筆する。『夢の浮橋』を発表。NHKテレビ『ここに鐘は鳴る』に出演。
- 1960年（昭和35年） 養女の恵美子が観世栄夫と結婚。狭心症発作で入院。『三つの場合』を発表。
- 1961年（昭和36年） 『瘋癲老人日記』を発表。
- 1962年（昭和37年） 『台所太平記』を発表。
- 1963年（昭和38年） 『瘋癲老人日記』により毎日芸術賞受賞。熱海市西山（吉川英治別邸）に転居。新宅造成のため東京都文京区関口町のアパートに住む。『雪後庵夜話』を発表。
- 1964年（昭和39年） 全米芸術院・アメリカ芸術文学アカデミー（英語版）名誉会員となる。神奈川県足柄下郡湯河原町吉浜字蓬ヶ平の新宅に転居（湘碧山房）。『潤一郎新々訳源氏物語』を刊行。
- 1965年（昭和40年）東京医科歯科大学附属病院に入院。退院後、京都に遊ぶ。7月30日腎不全に心不全を併発して死去。享年80(満79歳没)。8月、青山葬儀所にて葬儀[18]。戒名は「安楽寿院功誉文林徳潤居士」。絶筆は『にくまれ口』『七十九歳の春』。京都市左京区鹿ヶ谷の法然院に納骨。百日法要で、東京都豊島区染井墓地慈眼寺にある両親の墓に分骨。芥川龍之介の墓と背中合わせとなる。
- 2016年（平成28年）前年で、当時の著作権保護期間の没後50年を満了し、元日から作品の著作権が消滅し、パブリックドメインとなる。

## 作品の評価・特徴

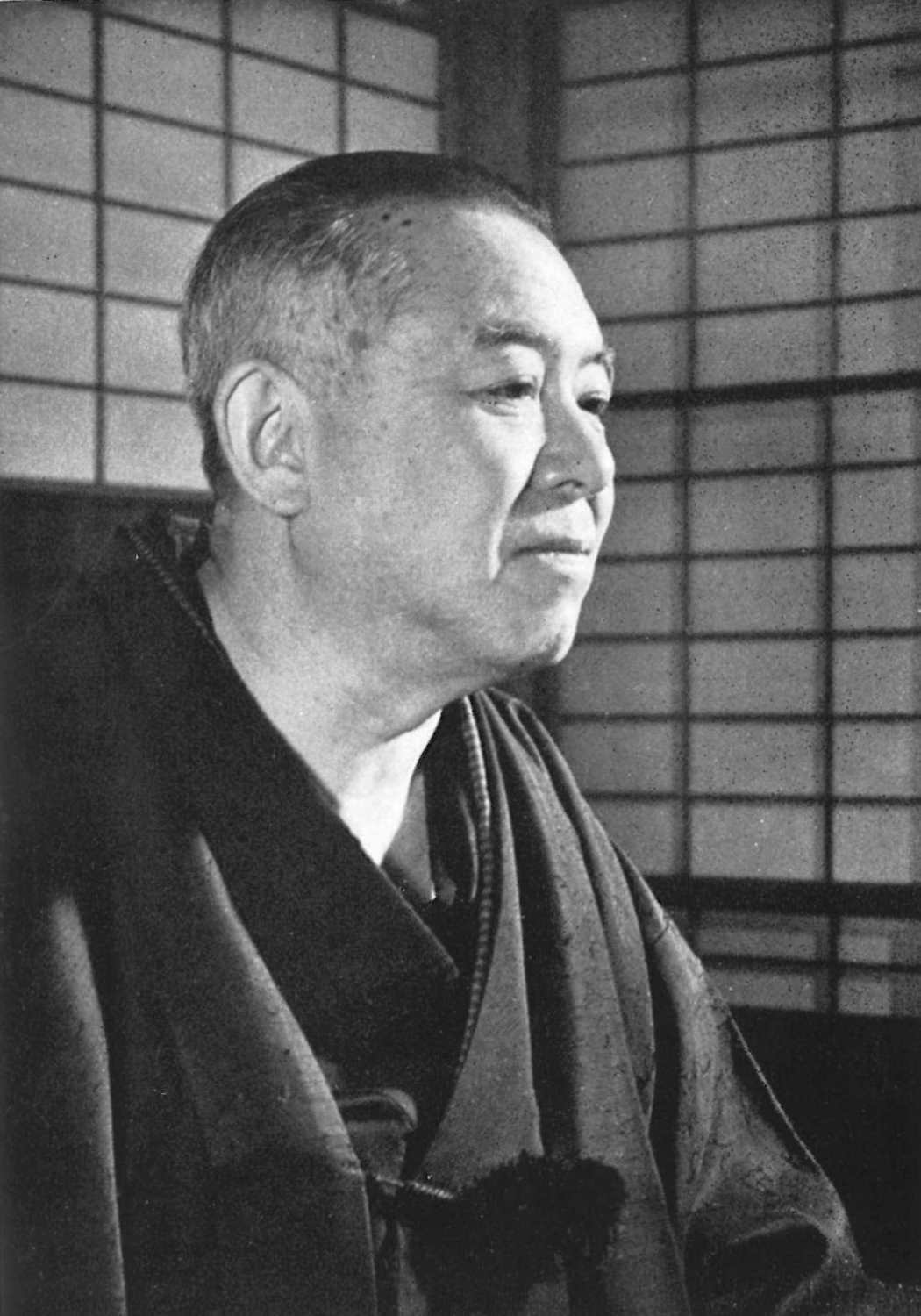
1951年に撮影

明治･大正期から近代日本文学の主流は私小説であり、作家の自我や私生活を描き、人生をいかに生きるべきかを追求する有様を読者に提供することが主な目的といわれてきた。その雰囲気は陰鬱で、陰鬱であることこそが芸術であるという考えかたが一般的だった。そのため、谷崎の作品はしばしば「思想がない」「俗世間との対決がない」「格闘していない」として低い評価が与えられてきた。
しかし、そういった類の私小説中心の文学観から離れたとき、谷崎の小説世界の豊潤さや、広い視野から見た思想（パンセ）、18世紀のフランス文学のような苛酷な人間認識と抽象主義を見せた作品（『卍』など）に高い評価が与えられてもいる。小谷野敦によると、私小説的風土からの断絶を指摘されてきた谷崎は、実は自身の女性遍歴や身辺にひろく材をとりながら、あれらの豪奢な物語群を書きついでいたとしている。
三島由紀夫は、野暮なことを嫌った都会人の谷崎は自身の格闘を見せることをせず、「なるたけ負けたような顔をして、そして非常に自己韜晦の成功した人」だと論じている。しかしながら、三島はその谷崎の小説家としての天才を賞揚しつつも、その作品群が激動の時代を生きながらも、あまりに社会批評的なものを一切含まずに無縁であることが逆に谷崎の本然の有り方でないともし、「谷崎氏の文学世界はあまりに時代と歴史の運命から超然としてゐるのが、かへつて不自然」とも述べて、岸田国士が戦時中に自ら戦地に踏み込み、時代を受け止めたのとは対極の意味合いで、「結局別の形で自分の文学を歪められた」作家であると論じている。
文章的には、谷崎が『文章読本』でみずから主張するような「含蓄」のある文体で、いわゆる日本的な美、性や官能を耽美的に描いた。情緒的で豊潤でありながら高い論理性を誇るその文体は、日本文学的情趣と西洋文学的小説作法の交合的なものであり、魅力的な日本語の文章が至りうるひとつの極致であるともいわれる。谷崎の文章は森鷗外や志賀直哉に代表される簡勁な表現とは対極的ではあるが、鴎外と並んで小説文体の理想のひとつとされることも多い。三島由紀夫などは谷崎と鴎外の双方を尊敬し，影響を受けている。
強く美しく（「刺青」の地の文においてこの二つはほぼ等価であると記されている）、そして抗いがたく魅力的な女性と、それに対するマゾヒスティックな主人公の思慕がしばしば作品に登場することから、谷崎と彼の作品は女性礼讃やフェミニズムの観点から論じられることがあるが、これらは谷崎の性愛と肉体に対する興味から発するものだと見るのが一般的である。『家畜人ヤプー』の作者（異説あり）天野哲夫は、谷崎文学はマゾヒズム抜きでは語り得ないと指摘。結婚前の松子夫人にあてた書簡などにもご主人様と下僕の関係として扱って欲しいなどの特異な文面が多く見られる。谷崎の諸作品にはしばしば女性の足に対するフェティシズム（足フェチ）が表れている。
関東大震災以前の谷崎の作風は、モダンかつ大衆的であることが知られているが、谷崎自身はそのことを後悔していたらしく、震災以前の作品は「自分の作品として認めたくないものが多い」と言った。そのために震災以前と以後の作品を文学史でも明確に分け、以前の作品を以後の作品に比して低い評価をすることが通例となっていた。しかし、近年、物語小説の復活の機運と、千葉俊二、細江光らにより震災以前の作品への再評価がなされている。また、後期にあっても『猫と庄造と二人のをんな』『台所太平記』のように大正期的な雰囲気をうけついだ作品を谷崎自身が書きついでいることも鑑み、作者自身の低評価については今すこし判断を保留すべき部分がある。
谷崎の特色が顕著な短編小説群は、代表作『刺青』（1910年）における耽美主義、マゾヒズム、江戸文明への憧れと近代化への拒絶、『幇間』（1911年）の自虐趣味、『お艶殺し』（1915年）の江戸趣味と歌舞伎のような豪奢な残虐性、『神童』（1916年）の幼年期に対する憧憬と堕落の愉悦、『人魚の嘆き』（1917年）のロマンティズムや幻想趣味、『異端者の悲しみ』（1917年）のエロティシズム、『母を恋ふる記』（1919年）の母性への憧れと女性崇拝、『鮫人』（1920年）の伝奇趣味などをあげることができる。
『呪われた戯曲』（1919年）や『途上』（1920年）など、ミステリーやサスペンスの先駆的な作品も残している。探偵小説の評論家でもあり、『金色の死』（1916年）で谷崎に着目するようになったという江戸川乱歩は小論『日本の誇り得る探偵小説』（1925年）において自身の名前の元ネタであり、最初の推理小説『モルグ街の殺人』を書いたことでも知られるエドガー・アラン・ポーを引き合いに出して、谷崎を日本のポーと評し、彼の作品の探偵小説としての側面を高く評価している。谷崎自身が自分を探偵小説家と自認せず、またその作品群を探偵小説とみなしてはいなかったとしても、乱歩はポーも同じであったとし、谷崎が日本における海外に誇れる探偵小説家の一人だと論じる。特に乱歩はそのトリック性において『途上』を高く評価しており、「プロバビリティーの犯罪」を扱った世界初のミステリーだとし、後にこれに触発されて短編『赤い部屋』（1925年）を書き、『D坂の殺人事件』（1925年）では明智小五郎が完全犯罪の例として『途上』に言及してその著者である谷崎を称賛する。また、日本における探偵小説の黎明期についても、一般に西洋の探偵小説からの影響に重点が置かれてしまうが、佐藤春夫や芥川龍之介なども含め、谷崎ら大正文壇の探偵小説的傾向の影響も大きかったと論じている。
また、1920年に発表された『藝術一家言』ではその理知的な芸術観や物語論を展開しており、後の芥川龍之介との文学論争を考える上で興味深い。良きライバルの芥川が1927年（昭和2年）に発言した「（小説において）話の筋と云ふものが芸術的なものかどうかと云ふ」疑問に対し激しく『饒舌録』で反論の応酬をしたことは文学史的に有名な論争である（芥川の『文芸的な、余りに文芸的な』を参照）。
三島由紀夫は、その芥川の自殺が、その後の谷崎文学に与えた「逆作用」の影響を指摘し、芥川の芸術家の敗北の死を目の当たりにした谷崎が、「持ち前のマゾヒストの自信を以て、『俺ならもつとずつとずつとうまく敗北して、さうして永生きしてやる』と呟いたにちがひない」として谷崎の文学変遷を論じ、谷崎がニヒリズムに陥ることなく、俗世への怒りや無力感にとらわれずに身を処して「おのれを救つた作家」だとしている。
関西移住後の代表作は長編が中心となり、ここで谷崎の物語作家としての質的な転換が起こる。『痴人の愛』（1924年）は長編における豊かな風俗性と物語構造の堅牢さがはじめて実を結んだ作品であり、特に風俗描写の問題は大正期諸作の総まとめとして、また戦中戦後の作品への手法論的な影響として大きな意味を持つ。傑作として名高い『卍』（1928年-1930年）、『蓼喰ふ虫』（1928年-1929年）は、いわゆる「夫人譲渡事件」などに題材を取った長編というべき作品だが、現代風俗を扱いながら男女愛欲のさまを丁寧に描き、性愛の底知れぬ深遠を見せて、しかも、それが一皮めくれば文明や社会とつながっているという状況を描いた傑作である。手法論としてもすでに吉田健一らが指摘するとおり、昭和初期に勃興したモダニズム文学の影響を受けている。また、この両作から谷崎の文体は目に見えて優れたものとなり、日本の土着的なものが残る関西文化への牽引が見られるものとなっている。
『乱菊物語』（1930年）、『吉野葛』、『盲目物語』、『武州公秘話』（すべて1931年）はいずれも当時の谷崎が関心を持っていた歴史物である。舞台や時代を変えつつも、大正期以来の耽美主義、マゾヒズム、残虐性、ロマン趣味、幻想趣味、エロティシズム、女性崇拝などが受継がれている点が注目される。
こうした一連の作品からの成果が『蘆刈』（1932年）や『春琴抄』（1933年）の女人像の造型だといえるだろう。特に正宗白鳥を脱帽させた中編『春琴抄』は谷崎的な主題をすべて含みつつ、かなり実験的な文体を用いることで作者のいわゆる「含蓄」を内に含んだ傑作となっており、その代表作と呼ぶにふさわしい。『陰翳礼讃』（1933年-1934年）、『文章読本』（1935年）と二つの批評により、みずからの美意識を遺憾なく開陳するとともに当時の文明を高度に批評した。この時期のしめくくりとなるのは『猫と庄造と二人のをんな』（1936年）である。あたかも大正期の谷崎がよみがえり、『卍』、『蓼喰ふ虫』の文体によって書いたかのような佳品である。
戦中・戦後の谷崎の活動は『細雪』と『源氏物語』現代語訳の執筆に代表される。『細雪』は1942年（昭和17年）ごろより筆を起こし、翌年に雑誌『中央公論』に掲載されたが、奢侈な場面が多いとして1回で掲載禁止となり、以降発表を断念。この年に私家版上巻のみを出版して、戦中何度かの断続を経ながら書き継いだ。1947年（昭和22年）ごろには下巻の相当な部分まで完成し、1948年（昭和23年）に全編の出版が終了。これによって谷崎の名声は揺るぎないものとして確立される。一方の『源氏物語』は、1939年（昭和14年）から『潤一郎訳源氏物語』として発表されるが、中宮の密通に関わる部分は削除された。戦後手を入れ1951年（昭和26年）に『潤一郎新訳源氏物語』を、文体を刷新した『潤一郎新々訳源氏物語』が1964年（昭和39年）に刊行し、決定版となる。
戦後の代表作としては、ほかに母恋いと近親相姦的愛欲の系譜である『少将滋幹の母』（1949年）、『夢の浮橋』（1959年）がある。『鍵』（1956年）は抑圧される性欲と男女の三角関係をテーマにし、『卍』、『蓼喰ふ虫』の系譜の総決算といえる。さらに、『瘋癲老人日記』（1961年-1962年）の迫りくる死の恐怖と愉悦が被虐的な愛欲に重ねあわされた境地もきわめて優れたもので、その文体論的な実験は谷崎の戦後における到達点の一つを示している。
『現代語訳 源氏物語』、『作品集』・『全集』 は、中央公論社（現：中央公論新社）で文庫判も含め様々な版が刊行された。

### 作品におけるイロニー
谷崎は「疎開日記」昭和19年3月4日の項に、戦勝の噂に対して「所謂戦果なるものはデマに過ぎざるべし、畢竟これは斯くあれかしと願ふ都民の希望が恰も事実なるが如く想像され流言となりしものならん」という冷静な感想を書きつけている。
将来の刊行を可能にするべく戦争遂行者としての国家の体制を肯う言説を叙述の表層にちりばめつつ、その状況を相対化する寓意的なイロニーを織り交ぜていく手法は、『細雪』中巻で多く頁を割かれる。悦子が「青桐」の名前をペータアに何度教えようとしても「アヲギリギリ」としか言わず、そのことに悦子が腹を立てる場面が中巻十章にあらわれている。
悦子は又癇を立てて、「ギリギリと違います。ギリ一遍です」と云っている。それが「義理一遍です」と聞える可笑しさに、雪子は怺えきれなくなって吹き出してしまった。—『細雪』中巻 十
そこには日独両国の関係を、肯定と揶揄の両価的な眼差しによって捉えようとする方向性が滲出している。当時ヨーロッパでドイツが戦勝を重ねていた状況から、陸軍の上層部が勝ち馬に乗ろうとして内閣を動かした結果が三国同盟の成立にほかならなかった。しかし、それは政策上の「義理一遍」のものでしかなかった側面が強い。ドイツとの協力関係は昭和19年の時点では有名無実のものとなっていたが、それが日本人とドイツ人の家庭の交流の様相に、噛み合わない一面を織り交ぜるイロニーとして表現されていると考えるのは、あながち見当違いではないであろう。
こうした戦時下におけるイロニーのあり方は、保田與重郎や太宰治といった、 本来イロニーを本領とすると見なされる文学者たちのそれと比べても、むしろより手の込んだ辛辣さを帯びている。保田や太宰が示した時局への半面以上の歩み寄りと比べれば、『細雪』に見られるイロニーの表出は、明確な対他性を帯びる形でおこなわれている。それは公的な刊行を封じられた形で書き進められることによって、かえって外部世界への批評性が高められた結果であった。

### 政治的無関心という政治性
谷崎は自身の作品に特定の政治的意図を込めることはなかったが、にも拘らず、いくつかの作品は当局から発禁処分を受けており『細雪』がその代表である。後に谷崎は、「文筆家の自由な創作活動が或る権威によつて強制的に封ぜられ、これに対して一言半句の抗議が出来ないばかりか、これを是認はしないまでも、深くあやしみもしないと云ふ一般の風潮が強く私を圧迫した。」と述べている。
当局の弾圧に抗してまで自らが思うものを書き、世に問おうとした姿勢もさることながら、そもそも太平洋戦争という未曾有の事態の中で、それとは何の関わりもない、優雅にして緩慢な、いわば絵巻物のような小説を構想したこと自体が既に谷崎の特異性を象徴している。
三島由紀夫の評によれば、谷崎は「大きな政治的状況を、エロティックな、苛酷な、望ましい寓話に変へてしまふ」のであり、「俗世間をも、政治をも、いやこの世界全体をも、刺青を施した女の背中以上のものとは見なかつた」のであり、谷崎が戦時下に於てさえこの思想を貫いた事が、意図せずとも、結果として逆説的に政治的態度の表明たり得たのである。
三島にとって、谷崎の、特に戦前の諸作品は、「今日よりもむかしの風俗の中に置くはうが、はるかに秘密めいてゐて、言葉の本当の意味で快楽的なので」あり、子供たちの間でサディズムとマゾヒズムが織り成す「少年」（1911年）や、男性が女性に扮装して密かに夜の街を彷徨する「秘密」（1911年）、女性の同性愛とその破滅を描いた「卍」（1928年）等に見られる性的倒錯の数々は、「かつては選ばれた者の快楽であり、そのやうな題材を扱ふことが一種の世紀末趣味を満足させ、知識階級の悪徳の表現たりえた」が、「今日の日本では、それらの題材の『新しさ』と別に、快楽も知的放蕩も悪徳の観念性も喪はれ、あらゆる性的変質はあからさまな人間性の具現にすぎなくなり、その風趣は消え、そのロマンティシズムは消失したのである」という。
20歳で迎えた敗戦を諸価値観の最大の転機と見なし、戦後の社会ではあらゆる背徳や放縦が自明のものになったという事実を前提としながらも、敢えて戦前の「禁忌」に固執する道を選び、その侵犯を目指すことである種のロマンティシズムを打ち立てようと目論んだ三島にとってすれば、谷崎が描き出した世界に更なる「新しさ」を見出すのは困難であった。
知能と感覚の全てをただひたすら官能へと費やすことで谷崎が描き出した「甘美にして芳烈」（異端者の悲しみ）、絢爛にして優雅な作品世界と、当局からの度重なる弾圧や世の善良を装った風潮に対し、戦前から戦中、戦後を通じてあくまで自己を貫いて見せるという尊大にして豪奢な反逆の精神は、今もってなお、谷崎をおいて他に類を見ない。谷崎文学は現代においてこそユニークであり、新しいのである。

## 女性関係
1915年（大正4年）、谷崎は石川千代子と結婚したが、1921年（大正10年）頃谷崎は千代子の妹・せい子（『痴人の愛』のモデル。芸名葉山三千子）に惹かれ、千代子夫人とは不仲となった。谷崎の友人・佐藤春夫は千代子の境遇に同情し、好意を寄せ、三角関係に陥り、谷崎が千代子を佐藤に譲ることになったが撤回するという「小田原事件」が起きた（佐藤の代表作の一つ『秋刀魚の歌』は千代子に寄せる心情を歌ったもの。また、佐藤は『この三つのもの』、谷崎は『神と人との間』を書いている）。
結局、1926年（大正15年）に佐藤と谷崎は和解、1930年（昭和5年）、千代子は谷崎と離婚し、佐藤と再婚した。このとき、3人連名の「……我等三人はこの度合議をもって、千代は潤一郎と離別致し、春夫と結婚致す事と相成り、……素より双方交際の儀は従前の通りにつき、右御諒承の上、一層の御厚誼を賜り度く、いずれ相当仲人を立て、御披露に及ぶべく候えども、取あえず寸楮を以て、御通知申し上げ候……」との声明文を発表したことで「細君譲渡事件」として世の話題になった。
翌1931年（昭和6年）、谷崎は、古川丁未子と結婚するが、1934年（昭和9年）10月に正式離婚。翌年1月、同棲を続けていた森田松子と結婚式を挙げた。
松子が妊娠した際、「藝術的雰囲気を守りたい」という谷崎の意向で中絶したと、谷崎自身が『雪後庵夜話』に書いたためこの件が有名となり、それゆえに谷崎を批判する者も多い。しかし戦時下に書かれた『初昔』によれば、松子は3人の医師から健康上中絶を勧められたというのが真相で、そうでなければ松子の3人の姉妹や医師をどう説得したのか説明がつかない。

## 大谷崎
谷崎は「大谷崎」と呼ばれるが、三島由紀夫や丸谷才一によると、これは「おおたにざき」と呼ぶのが正しく、その理由は「歌舞伎の先代歌右衛門つまり五代目中村歌右衛門（屋号は成駒屋）を大成駒と呼ぶ習はしにあやかつたものだからである。「この大成駒はもちろんオホナリコマ。ダイナリコマなんて声をかけたら、八重垣姫も政岡も台なしになつてしまふ」という。丸谷はまた、「彼が大谷崎と尊敬されたのは、作風の華麗、生活の豪奢のせいもあつたらう。しかしそれだけではない。単なる谷崎と区別する意味合ひもあつたのです。彼の弟、谷崎精二は早大教授である英文学者でしたが、小説も書きました」とも述べている。
小谷野敦もまた、大谷崎という呼び名は弟の精二と区別するためのものだと述べているが、「だいデュマ」「しょうデュマ」などと同じく、昭和初年の雑誌に「だいたにざき」とルビがあったとして、読み方は「おおたにざき」ではなく「だいたにざき」であると主張している。

## 記念館
- 芦屋市谷崎潤一郎記念館

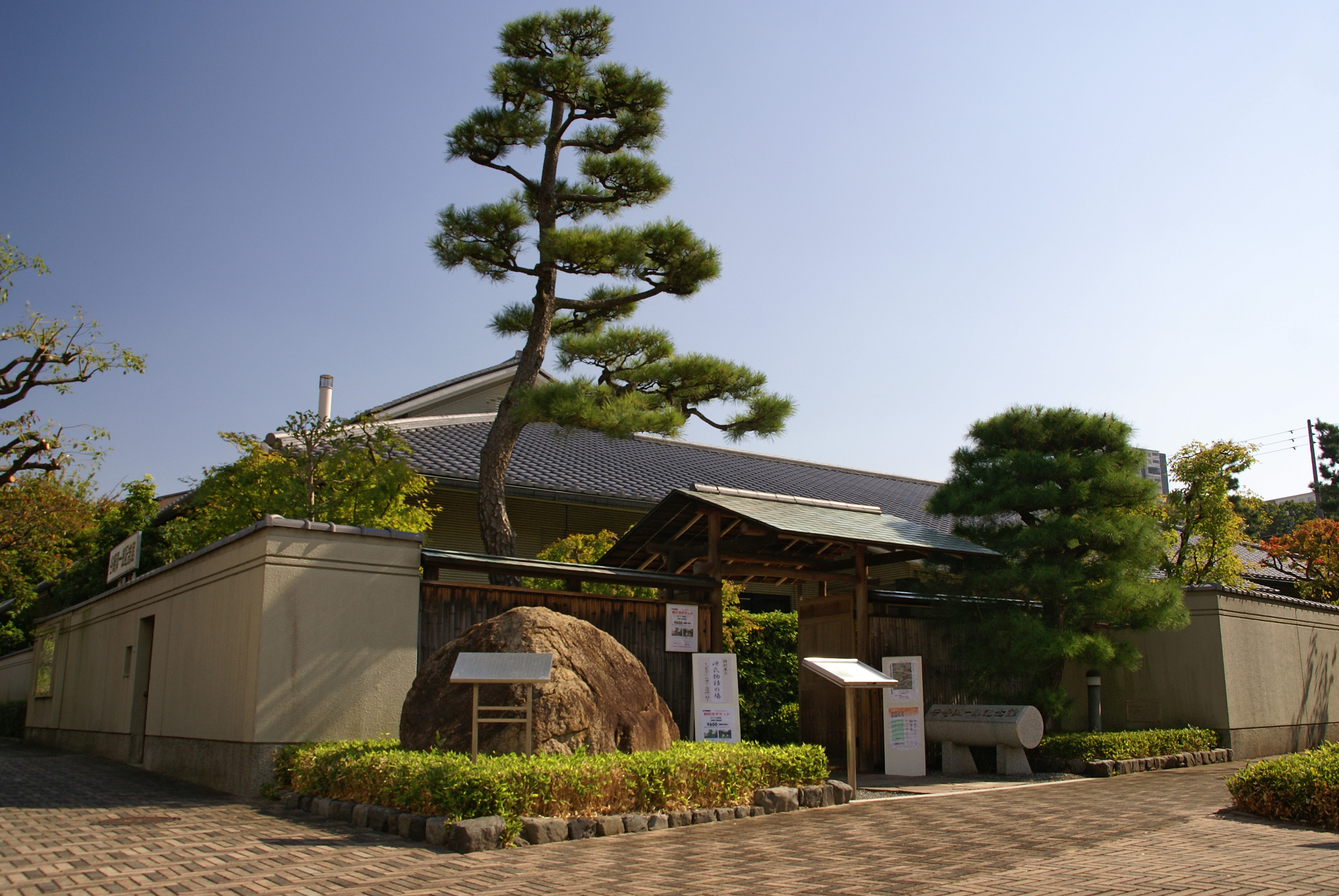
芦屋市谷崎潤一郎記念館

- 倚松庵（谷崎潤一郎旧居、当地にて『細雪』を執筆）
- 富田砕花旧居（谷崎潤一郎旧居、『猫と庄造と二人のをんな』の舞台。当地にて『源氏物語の現代語訳』、『半そで物語』を執筆）

## 備考

### 逸話
- 『陰翳礼讃』で有名な谷崎だが、『陰翳礼讃』執筆以前の関東大震災後は洋風建築の家に住み、その後自ら設計に関わった和洋中が混ざった新居「鎖瀾閣」を兵庫県武庫郡岡本梅ノ谷（現・神戸市東灘区岡本）に建て、古典回帰の『蓼喰ふ虫』もその家で執筆された[7][37]。そして武庫郡魚崎町横屋（現・神戸市東灘区）に転居後、『陰翳礼讃』は書かれた[7]。
- 日新電機株式会社（本社：京都市右京区）は、文豪・谷崎潤一郎のかつての邸宅「石村亭（せきそんてい）」を所有している。2006年（平成18年）は、日新電機が石村亭を譲り受けて50年目の記念の年にあたった。石村亭は谷崎が「潺湲亭（せんかんてい）」と名付けてこよなく愛した邸宅で、小説『夢の浮橋』の舞台でもある。谷崎は日新電機に譲り渡すにあたり、今の姿をいつまでも保って欲しいとし、その思いを受けて「石村亭」と命名した。外部リンクの節の谷崎潤一郎旧邸宅・石村亭プロジェクトを参照。
- 日本人作家で唯一フランス語のプレイヤード叢書に所収された。英語版でも、『源氏物語』と『細雪』（The Makioka Sisters）が選ばれた「世界文学名作叢書」がある。
- 弟子だった今東光が書いたところによると幸田露伴の『運命』の表題を決めたのは谷崎である。当初は『零』という表題だったが、改造社社長山本実彦が露伴の書き下ろした原稿を一読の為に持参すると、直ちに目を通し「素晴らしい作品であるが、この『零』という表題では何人も容易に会得することが出来ないであろうから、甚だ失礼ながらこの方がよいのではないか」と言い、これを『運命』と題した。
- バルザック全集を読破し、バルザックの作品は『ロスト・イリュージョン』（幻滅）を持って最高最大の傑作であると評していた。また、芥川龍之介にもバルザックを読むことを薦めたという[38]。
- 谷崎が少年時代からずっと書いていた日記があったが、没後に遺族も知らない間に散逸してしまったという[39]、近年一部が発見され、晩年の昭和30年代の「日記」は、新版全集の最終巻（第26巻）に収録された。
- 随筆家の渡辺たをりは谷崎の3番目の妻・松子とその最初の夫・根津清太郎の孫だが、谷崎はたをりを実の孫のようにかわいがり[40]、たをりは後に『祖父 谷崎潤一郎』を上梓している。なお、たをりの夫は演劇評論家の高萩宏である。
- 谷崎は1958年度ノーベル文学賞の候補になったが、その時期に三島由紀夫らが財団に送った推薦状の内容が、朝日新聞社の情報公開請求により明らかにされた（朝日新聞、2009年9月23日付）。このとき谷崎を推薦したのは三島のほかにパール・バック、ドナルド・キーン、エドウィン・ライシャワーらで三島を含めて計5名おり、最終選考より一段階前の41人の中に含まれていた。ノーベル財団の資料は「ノーベル委員会はこの候補者に興味を持っていることは認めるが、今の時点では受け入れる準備ができていない」と結論づけている。谷崎はこのあと1960年から亡くなる1965年まで毎年ノーベル文学賞候補になっており、そのうち1960年は最終候補の5人の中に入っていた。
- 1985年、谷崎の未発表の戯曲『誘惑女神』が発見されたとの報道がされ、『週刊朝日』に全文が掲載されるなど注目されたが、3年後に細江光が『国文学』1988年7月号に「谷崎の作品ではなかった 偽作『誘惑女神』をめぐって」を発表したことにより偽作であることが判明した[41]。
- 黒砂糖を酒粕で包んで焼いた「酒粕まんじゅう」が大好物であったという[42]。

### 阪神間における寓居地域一覧

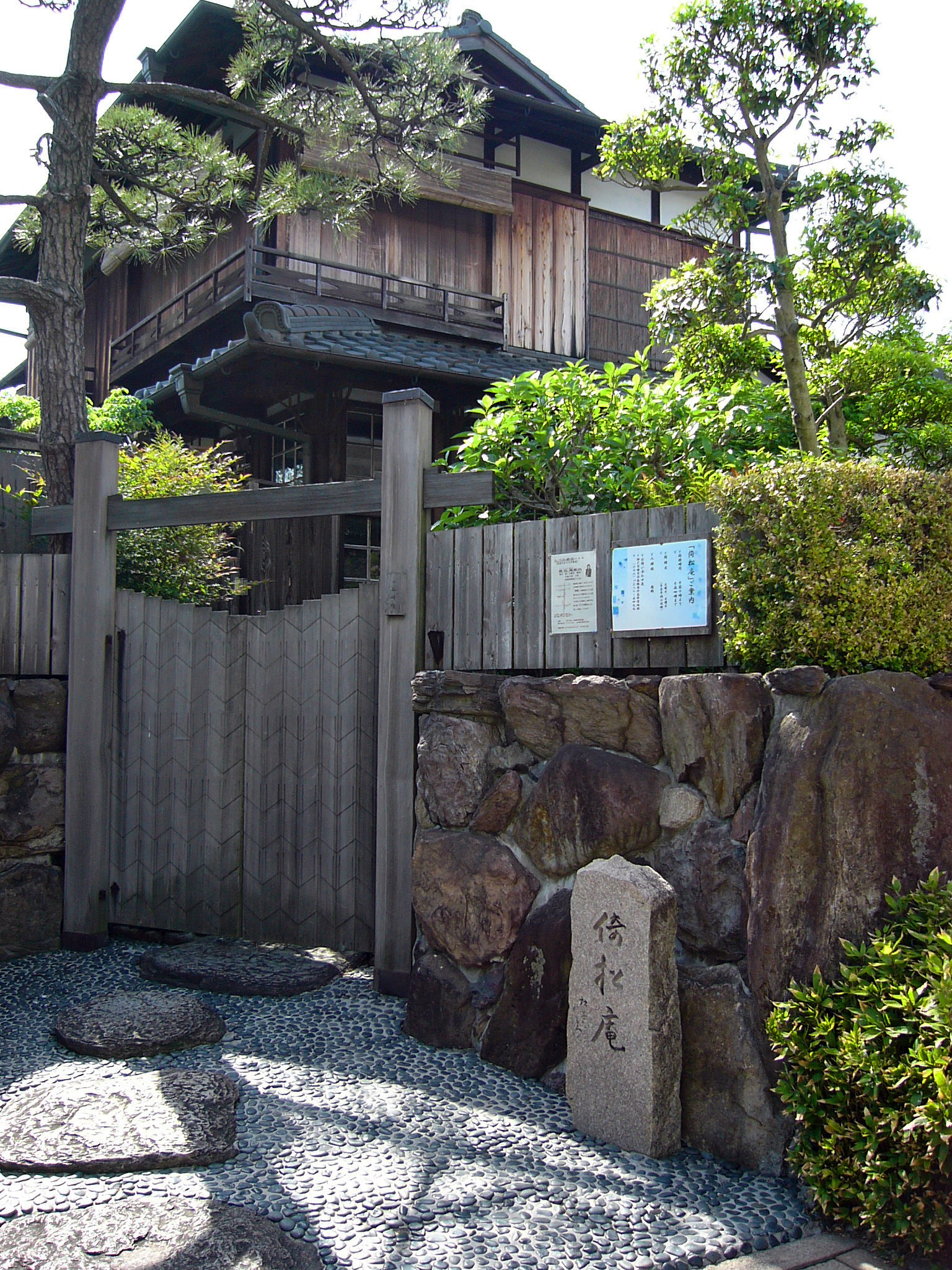
「倚松庵」（神戸市東灘区）。1936年（昭和11年）-1943年（昭和18年）にかけて居住し、『細雪』の冒頭部をここで執筆した。

谷崎潤一郎は関東大震災後の1923年9月27日、京都に家を探し避難するかたちで移り住んでいる。そしてその後、阪神間を中心に転々とはするも、1954年熱海に正式に転居するまで関西を離れなかった。その間に谷崎は関西を舞台とする多くの作品を発表しており、それは「卍」に始まり、「細雪」は谷崎の作品の中で最も長い小説となった。
私の過去の夢の名殘りは京阪の都會に見出だされるばかりである。……白い土の色、眩ゆい木々の綠、水ッぽい料理の味、生氣を缺いた女の物腰、立居ふるまひ、言葉づかひ等も、今では何物にも優る魅力を以て私を惹きつける。—谷崎潤一郎『青春物語』
参照：
- 兵庫県武庫郡大社村越木『万象館』（現：西宮市苦楽園四番町6） ─ 1923年12月～
-  〃本山村北畑字戸政249-1（現：神戸市東灘区本山北町3丁目9-11） ─ 1924年3月～
-  〃本山村栄田259-1【好文園二号】（現：〃東灘区岡本7丁目5） ─ 1926年10月～
-  〃本山村栄田【好文園四号】（現：〃） ─ 1927年1月～
-  〃本山村梅ノ谷1055『鎖瀾閣』（現：〃東灘区岡本7丁目13-8） ─ 1928年10月～
- 大阪府中河内郡孔舎衙村「根津商店寮」
- 兵庫県武庫郡大社村森具字北蓮毛847「根津別荘別棟」（現：西宮市相生町12-14～16） ─ 1931年11月～
-  〃魚崎町横屋川井550番地（現：神戸市東灘区魚崎北町4丁目7-9） ─ 1932年2月～
-  〃魚崎町横屋川井（西田）431-3（現：〃東灘区魚崎北町4丁目6-13） ─ 1932年4月～
-  〃本山村北畑字天王通り547-2（現：〃東灘区本山北町5丁目11-6） ─ 1932年12月～
-  〃本山村北畑西ノ町448（現：〃東灘区本山北町5丁目10-24～26） ─ 1933年7月～
- 〃精道村打出下宮塚16（現：芦屋市宮川町4-12） ─ 1934年3月～
-  〃住吉村反高林1876-203『倚松庵』（現：神戸市東灘区住吉東町1丁目7-35） ─ 1936年11月～
-  〃魚崎町魚崎728-37（現：〃東灘区魚崎中町4丁目9-16） ─ 1943年11月～

### 阪神間の風土・風光を詠んだ歌
（出典：）
- こゝも又すむべかりけり住吉の月ほのかなる松の下庵[注 3]
- 夏くれば海のながめは葉がくれてみぬめの浦となりにけるかな[注 4]
- 溝水も音立てゝこそ走りけれ夕立晴るゝ山裾の町[注 5]
- たゞ一つ散り残りたる桐の葉のさても侘びしき音を立つるかな[注 6]
- 住吉の松のみどりは変わらねど頼みしかげはつゆしげくして[注 7]

## おもな作品一覧
未完作は☆。発禁作は▲
作品の著作権は現在消滅し、パブリックドメインとなっている。

### 初期文章・雑記習作
- 学生の夢（学生倶楽部 1898年4月）
- 楠公論（学生倶楽部 1898年5月）
- 五月雨（学生倶楽部 1898年5月）
- 厭世主義を評す（学友会雑誌 1902年3月） - 全校を驚嘆させたもの
- 春風秋雨録（学友会雑誌 1903年12月）
- 狆の葬式（校友会雑誌 1907年3月）
- うろおぼえ（校友会雑誌 1907年6月）
- 死火山（校友会雑誌 1907年12月）

### 小説

#### 短編
- 一日（早稲田文学 1909年1月投稿） - 握りつぶされ没となったもの。この失意により神経衰弱になる
- 刺青（第二次新思潮 1910年11月）
- 麒麟（第二次新思潮 1910年12月）
- 少年（スバル 1911年6月）
- 幇間（スバル 1911年9月）
- 飈風（三田文学 1910年9月）▲
- 秘密（中央公論 1911年11月）
- 悪魔（中央公論 1912年2月）
- 悪魔続篇〈のち「続悪魔」と改題〉（中央公論 1913年1月）
- 恐怖（大阪日日新聞 1913年1月）
- 熱風に吹かれて（中央公論 1913年9月）
- 捨てられるまで〈のち「捨てられる迄」と改題〉（中央公論 1914年1月）
- 饒太郎（中央公論 1914年9月）
- 金色の死（東京朝日新聞 1914年12月）
- お艶殺し（中央公論 1915年1月）
- 創造（中央公論 1915年4月）
- お才と巳之介（中央公論 1915年9月）
- 独探（新小説 1915年11月）
- 神童（中央公論 1916年1月）
- 亡友（新小説 1916年9月）▲
- 美男（新潮 1916年9月）▲
- 人魚の嘆き（中央公論 1917年1月）
- 既婚者と離婚者（大阪朝日新聞 1917年1月）
- 魔術師（新小説 1917年1月）
- 玄奘三蔵（中央公論 1917年4月）
- 詩人のわかれ（新小説 1917年4月）
- 異端者の悲しみ（中央公論 1917年7月）
- ハッサン・カンの妖術（中央公論 1917年11月）
- 前科者（読売新聞 1918年2月-3月）
- 人面疽（新小説 1918年3月）
- 二人の稚児（中央公論 1918年4月）
- 金と銀（黒潮 1918年5月）
- 白昼鬼語（大阪毎日新聞・東京日日新聞 1918年5月-7月）
- 二人の芸術家の話〈のち「金と銀」と改題〉（中央公論 1918年7月） - 「金と銀」に続篇を加えたもの
- ちひさな王国〈のち「小さな王国」と改題〉（中外 1918年8月）
- 柳湯の事件（中外 1918年10月）
- 美食倶楽部（大阪朝日新聞 1919年1月-2月）
- 母を恋ふる記（大阪朝日新聞・東京日日新聞 1919年1月-2月）
- 画舫記〈のち「蘇州紀行」と改題〉（中央公論 1919年2月）
- 秦淮の夜（中外 1919年2月）
- 南京奇望街（新小説 1919年3月） - 「秦淮の夜」続篇
- 呪はれた戯曲（中央公論 1919年5月）
- 青磁色の女〈のち「西湖の月」と改題〉（改造 1919年6月）
- 富美子の足（雄弁 1919年6月）
- 或る少年の怯れ（中央公論 1919年9月）
- 途上（改造 1920年1月）
- 私（改造 1921年3月） - 叙述トリックの推理物
- 不幸な母の話（中央公論 1921年3月）
- 鶴涙（中央公論 1921年7月）
- AとBの話（改造 1921年8月）
- 或る罪の動機（改造 1922年１月）
- 青い花（改造 1922年3月）
- アヱ゛･マリア（中央公論 1923年1月）
- 蘿洞先生（中央公論 1923年1月）
- 赤い屋根（改造 1925年7月）
- 馬の糞（改造 1925年11月）
- 友田と松永の話（主婦之友 1926年1月-5月）
- 日本に於けるクリツプン事件（文藝春秋 1927年1月）
- 続蘿洞先生（新潮 1928年5月）
- 三人法師（中央公論 1929年10月-11月）
- 盲目物語（中央公論 1931年9月）
- 蘆刈（改造 1932年11月-12月）
- 月と狂言師（中央公論 1949年1月）
- 過酸化満俺水の夢〈のち「過酸化マンガン水の夢」と改題〉（中央公論 1955年11月）
- 夢の浮橋（中央公論 1959年10月） - 口述筆記となった最初の作品

#### 中編・長編
- 彷徨（第二次新思潮 1911年2月中断）☆
- 羹（東京日日新聞 1912年7月-11月中断）☆ - 一高時代の体験に基づいた半自伝的小説
- 鬼の面（東京朝日新聞 1916年1月-5月）
- 女人神聖（婦人公論 1917年9月-1918年6月）
- 鮫人（中央公論 1920年1月-10月中断）☆
- 肉塊（東京朝日新聞 1923年1月-4月）
- 神と人との間（婦人公論 1923年1月-1924年12月）
- 痴人の愛（大阪朝日新聞 1924年3月-6月。女性 1924年 11月-1925年7月）
- 青塚氏の話（改造 1926年8月-12月）
- 黒白（大阪朝日新聞・東京朝日新聞 1928年3月-7月）
- 卍（改造 1928年3月-1930年4月断続的）
- 蓼喰ふ虫（大阪毎日新聞・東京日日新聞 1928年12月-1929年6月）
- 乱菊物語（東京朝日新聞・大阪朝日新聞 1930年3月-9月）☆
- 吉野葛（中央公論 1931年1月-2月）
- 武州公秘話（新青年 1931年10月-1932年11月）☆
- 春琴抄（中央公論 1933年6月）
- 聞書抄〈第二盲目物語〉（大阪朝日新聞・東京日日新聞 1935年1月-6月）
- 猫と庄造と二人のをんな（改造 1936年1月・7月）
- 細雪（中央公論 1943年1月・3月。婦人公論 1947年3月-1948年10月）
- 少将滋幹の母（毎日新聞 1949年11月-1950年2月）
- 鍵（中央公論 1956年1月-12月）
- 鴨東綺譚（週刊新潮 1956年2月-3月）☆
- 残虐記（婦人公論 1958年2月-11月）☆
- 瘋癲老人日記 （中央公論 1961年11月-1962年5月）
- 台所太平記（サンデー毎日 1962年11月-1963年3月） - 谷崎家の女中変遷をモデルとしたもの

### 戯曲
- 誕生（第二次新思潮 1910年9月） - 『栄花物語』に取材、藤原道長に娘が誕生したことを描く
- 象（第二次新思潮 1910年10月）
- 信西（スバル 1911年1月）
- 恋を知る頃（中央公論 1913年5月）
- 春の海辺（中央公論 1914年4月）
- 法成寺物語（中央公論 1915年6月）
- 恐怖時代（中央公論 1916年3月）▲
- 鶯姫（中央公論 1917年2月）
- 十五夜物語（中央公論 1917年9月）
- 兄弟（中央公論 1918年2月） - 『栄花物語』から、道兼・道隆兄弟の相克を描く
- 愛すればこそ（改造 1921年12月）
- 堕落（中央公論 1922年1月）  - 「愛すればこそ」第2幕・第3幕
- 永遠の偶像（新潮 1922年3月）
- お国と五平（新小説 1922年6月）
- 本牧夜話（改造 1922年7月）
- 愛なき人々（新小説 1923年1月）
- 白孤の湯（新潮 1922年1月）
- 無明と愛染（改造 1924年1月・3月）
- 白日夢（中央公論 1926年9月）
- 腕角力（女性 1924年2月）
- 顔世（改造 1933年8月-10月） - 『仮名手本忠臣蔵』に取材。のち新藤兼人が「悪党」として映画化

### 映画シナリオ
- アマチュア倶楽部（1920年6月）
- 葛飾砂子（1920年11月） - 泉鏡花の原作を脚色
- 月の囁き（現代 1921年1月-2月、4月）
- 雛祭の夜（1921年3月）
- 蛇性の婬（1921年7月）

### 評論・随筆
- 「門」を評す（第二次新思潮 1910年9月） - 夏目漱石の小説『門』の書評
- 朱雀日記（大阪毎日新聞・東京日日新聞 1912年4月）
- 父となりて（中央公論 1916年5月）
- 発売禁止に就きて（中央公論 1916年5月）
- 活動写真の現在と将来（新小説 1917年9月）
- 芸術一家言（改造 1920年4月-10月）
- 饒舌録（改造 1927年2月-12月） - 芥川龍之介の発言に対する反論
- 芥川君の訃を聞いて（大阪毎日新聞 1927年7月）
- 芥川君と私（改造 1927年9月）
- いたましき人（文藝春秋 1929年9月）
- 老俳優の思ひ出(上山草人のこと)（文藝春秋 1929年11月）
- 現代口語文の欠点について（改造 1929年11月）
- 春寒（新青年 1930年4月） - 渡辺温の追悼と探偵小説に就いて
- 懶惰の説（中央公論 1930年5月）
- 恋愛及び色情（婦人公論 1931年4月-6月）
- 佐藤春夫に与へて過去半生を語るの書（中央公論 1931年11月）
- 「つゆのあとさき」を読む（改造 1931年11月） - 永井荷風の小説『つゆのあとさき』の書評
- 私の見た大阪及び大阪人（中央公論 1932年2月-4月） - 大阪の言葉や文化と東京のそれとの比較
- 倚松庵随筆（創元社 1932年4月）
- 青春物語〈2回目以降「若き日のことども」と改題〉（中央公論 1932年9月-1933年3月） - パニック障害の症状を記した若い頃の記録
- 「芸」について〈のち「芸談」と改題〉（改造 1933年3月-4月）
- 陰翳礼讃（経済往来 1933年12月-1934年1月）
- 東京をおもふ（中央公論 1934年1月-4月）
- 春琴抄後語（改造 1934年6月）
- 文章読本（中央公論社 1934年11月）
- 私の貧乏物語（中央公論 1935年1月）
- 摂陽随筆（中央公論社 1935年5月）
- 初昔（日本評論 1942年6月-9月）
- きのふけふ（文藝春秋 1942年6月-11月）
- 磯田多佳女のこと（新生 1946年8月-9月）
- 所謂痴呆の芸術について（新文學 1948年8月・10月） - 人形浄瑠璃を痴呆の芸術としつつも可愛い我が子と評した
- 幼少時代（文藝春秋 1955年4月-1956年3月） - 明治時代の日本橋を描く
- 老後の春（中央公論 1957年7月）
- 親不孝の思ひ出（中央公論 1957年9月-10月）
- ふるさと（中央公論 1958年6月）
- 高血圧症の思ひ出（週刊新潮 1959年4月-6月）
- 文壇むかしばなし（コウロン 1959年11月）
- 三つの場合（中央公論 1960年9月・11月、1961年2月） - 「阿部さん」「岡さん」「明さん」の3人の死を描く
- 当世鹿もどき（週刊公論 1961年3月-7月）
- 雪後庵夜話（中央公論 1963年6月-9月）
- 「越前竹人形」を読む（毎日新聞 1963年9月） - 水上勉の小説『越前竹人形』の書評
- 続雪後庵夜話（中央公論 1964年1月）
- にくまれ口（婦人公論 1965年9月）
- 七十九歳の春（中央公論 1965年9月）

### 翻訳
- ウィンダミア卿夫人の扇（天佑社 1919年3月） - 原作：オスカー・ワイルド
- グリーブ家のバーバラの話（中央公論 1927年12月[46]） - 原作：トーマス・ハーディ
- カストロの尼（女性 1928年1月-4月）☆ - 原作：スタンダール ※英訳からの孫訳
- 藝術の一種として見たる殺人に就いて（トマス・ド・クインシー）（1931年、雑誌『犯罪科学』。分載）[47]
- 源氏物語（中央公論社 1939年1月-1941年7月） - 原作：紫式部

## 刊行本一覧

### 単行本
- 『刺青』（籾山書店、1911年12月） - 刺青、麒麟、少年、幇間、秘密、象、信西、を収録。装幀：橋口五葉
- 『悪魔』（籾山書店、1913年1月） - 悪魔、悪魔続篇、THE AFFAIR OF TWO WATCHES、朱雀日記、を収録
- 『羹』（春陽堂、1913年1月） - 扉絵：樋口五葉
- 『恋を知る頃』（植竹書院、1913年10月） - 恋を知る頃、誕生、あくび、恐怖、を収録
- 『甍』（鳳鳴社、1914年3月）
- 『麒麟』（植竹書院、1914年12月） - 麒麟、刺青、少年、幇間、秘密、THE AFFAIR OF TWO WATCHES、恐怖、悪魔、悪魔続篇、捨てられる迄、饒太郎、誕生、信西、象、恋を知る頃、春の海辺、を収録
- 『お艶殺し』（千章館、1915年6月） - 装幀：山村耕花
- 『お才と巳之介』（新潮社、1915年10月） - 装幀：竹久夢二
- 『金色の死』（日東堂、1916年6月）
- 『神童』（須原啓興社、1916年6月） - 神童、饒太郎、を収録
- 『鬼の面』（須原啓興社、1916年9月）
- 『人魚の嘆き』（春陽堂、1917年4月）[注 8] - 人魚の嘆き、魔術師、病蓐の幻想、鶯姫、捨てられる迄、饒太郎、を収録。挿絵：名越国三郎
- 『異端者の悲み』（阿蘭陀書房、1917年9月） - 序、異端者の悲み、晩春日記、玄奘三蔵、詩人のわかれ、を収録
- 『小さな王国』（天佑社、1919年6月） - 小さな王国、魚の李太白、母を恋ふる記、柳湯の事件、人間が猿になつた話、少年の脅迫、秦淮の夜、蘇州紀行、を収録
- 『呪われた戯曲』（春陽堂、1919年7月）
- 『近代情痴集』（新潮社、1919年9月） - 序(永井荷風)、恋を知る頃、お才と巳之介、富美子の足、憎念、西湖の月、玄奘三蔵、ハッサン・カンの妖術、を収録。装幀：小村雪岱
- 『自画像』（春陽堂、1919年12月） - 鬼の面、食後のすさび、を収録
- 『恐怖時代』（天佑社、1920年2月）
- 『AとBの話』（新潮社、1921年10月） - 私、途上、不幸な母の話、倹閲官、鶴唳、月の囁き、蘇東坡、を収録
- 『愛すればこそ』（改造社、1922年6月）
- 『愛なき人々』（改造社、1923年2月） - 本牧夜話、お国と五平、白孤の湯、愛なき人々、を収録
- 『アヱ゛･マリア』（新潮社、1923年3月）
- 『肉塊』（春陽堂、1924年1月）
- 『無明と愛染』（プラトン社、1924年5月） - 無明と愛染、腕角力、月の囁き、蘇東坡、を収録
- 『芸術一家言』（金星堂、1924年10月）
- 『神と人との間』（新潮社、1925年1月）
- 『痴人の愛』（改造社、1925年7月）
- 『鮫人』（改造社、1926年2月）
- 『潤一郎喜劇集』（春秋社、1926年9月） - 金を借りに来た男、腕角力、永遠の偶像、或る女の半日、蘇東坡(或は「湖上の詩人」)、春の海辺、を収録
- 『赤い屋根』（改造社、1926年9月） - 蘿洞先生、馬の糞、赤い屋根、友田と松永の話、二月堂の夕、港の人々、金を借りに來た男、マンドリンを彈く男、白日夢、を収録
- 『潤一郎犯罪小説集』（新潮社、1929年5月）
- 『饒舌録』（改造社、1929年10月） - 饒舌録、「九月一日」前後のこと、阪神見聞録、上海交遊記、グリーン家のバアバラの話、を収録
- 『蓼喰ふ虫』（改造社、1929年11月）
- 『卍』（改造社、1931年4月） - 装幀：中川修造
- 『盲目物語』（中央公論社、1932年2月） - はじがき、盲目物語、吉野葛、紀伊国狐憑漆掻語、覚海上人天狗になる事、を収録。装幀：谷崎潤一郎。題字：谷崎松子。口絵：北野恒富
- 『倚松庵随筆』（創元社、1932年4月） - 附：佐藤春夫に与へて過去半生を語る書
- 『蘆刈』（創元社、1933年4月） - 自筆本限定500部。装幀：谷崎潤一郎。挿絵：北野恒富
- 『青春物語』（中央公論社、1933年8月） - 青春物語、芸録、を収録。装幀：木下杢太郎
- 『春琴抄』（創元社、1933年12月） - 春琴抄、蘆刈、顔世、を収録。装幀：谷崎潤一郎
- 『文章読本』（中央公論社、1934年11月）
- 『摂陽随筆』（中央公論社、1935年5月）
- 『武州公秘話』（中央公論社、1935年10月） - 跋：正宗白鳥。挿絵：木村荘八
- 『鶉鷸隴雑纂』（日本評論社、1936年4月） - 恋愛及び色情、陰翳礼讃、現代口語文の欠点について、私の見た大阪及び大阪人、東京をおもふ、「つゆのあとさき」を読む、春琴抄後語、懶惰の説、私の貧乏物語、半袖ものがたり、厠のいろいろ、旅のいろいろ、青春物語、を収録。装幀：中川修造。扉浮彫：妹尾健太郎
- 『猫と庄造と二人のをんな』（創元社、1937年7月） - 装幀・挿絵：安井曾太郎
- 『潤一郎訳源氏物語』〈全26巻〉（中央公論社 1939年1月-1941年7月） - 装幀：長野草風。豪華愛蔵版あり
- 『陰翳礼讃』（創元社、1939年12月）
- 『初昔 きのふけふ』（創元社、1942年12月） - 装幀・題簽・挿絵：佐野繁次郎
- 『細雪 上巻』（私家版、1944年7月） - 装幀：菅楯彦（上・中・下）。200部
- 『細雪 上巻』（中央公論社、1946年6月） - 実際の発売は8月
- 『細雪 中巻』（中央公論社、1947年2月）
- 『磯田多佳女のこと』（全国書房、1947年9月）
- 『都わすれの記』（創元社、1948年3月） - 歌集
- 『細雪 下巻』（中央公論社、1948年12月）
- 『細雪 全巻』（中央公論社、1949年12月）
- 『月と狂言師』（中央公論社、1950年3月） - 装幀：菅楯彦
- 『少将滋幹の母』（毎日新聞社、1950年8月） - 装幀：安田靫彦
- 『潤一郎新訳源氏物語』〈全12巻〉（中央公論社 1951年5月-1954年12月） - 装幀：前田青邨、愛蔵版〈全5巻〉は1955年10月。装幀：安田靫彦、田中親美。挿絵：安田靫彦、福田平八郎ほか
- 『過酸化マンガン水の夢』（中央公論社、1956年11月） - 過酸化マンガン水の夢、A夫人の手紙、小野篁妹に恋する事、上人草人のこと、或る時、を収録。装幀・挿絵：棟方志功
- 『鍵』（中央公論社、1956年12月） - 装幀・挿絵：棟方志功
- 『幼少時代』（文藝春秋新社、1957年3月） - はしがき、幼少時代、書簡集、を収録。挿絵：鏑木清方。題字：谷崎潤一郎
- 『夢の浮橋』（中央公論社、1960年2月） - 夢の浮橋、親不孝の思ひ出、高血圧症の思ひ出、四月の日記、文壇昔ばなし、を収録。装幀：棟方志功
- 『三つの場合』（中央公論社、1961年4月） - 三つの場合、吉井勇翁枕花、若き日の和辻哲郎、古川緑波の夢、伊豆山放談、幼少時代の食べ物の思ひ出、日本料理の出し方について、おふくろ お関 春の雪、親父の話、或る日の問答、千万子抄、を収録
- 『当世鹿もどき』（中央公論社、1961年9月） - はにかみや、他22篇を収録。装幀：横山泰三
- 『瘋癲老人日記』（中央公論社、1962年5月） - 装幀・挿絵：棟方志功
- 『台所太平記』（中央公論社、1963年4月） - 装幀：横山泰三
- 『撫山翁しのぶ草』（笹沼源之助三周忌刊行物、1963年5月） - 編集本
- 『谷崎潤一郎新々訳源氏物語』〈全10巻 別巻1〉（中央公論社 1964年11月-1965年10月） - 装幀：安田靫彦。挿絵：上村松篁、堅山南風が新加入
- 『雪後庵夜話』（中央公論社、1967年12月） - 遺稿集
- 『少年』（中央公論社、1970年10月） - 装幀・挿絵：鏑木清方

### 全集・選集
- 『潤一郎傑作全集』〈全5巻〉（春陽堂、1921年1月）
- 『谷崎潤一郎全集』〈全12巻〉（改造社、1930年4月-1931年10月）
- 『潤一郎六部集』〈全6巻中4巻刊〉（創元社、1936年6月・1937年2月・12月・1942年12月）
『蓼喰ふ虫』（挿絵：小出楢重）、『盲目物語』（装幀：安田靫彦）、『吉野葛』（吉野風景写真撮影：北尾鐐之助。挿絵：妹尾健太郎による樋口富麻呂原画の石版摺り）、『聞書抄』（装幀・題簽：菅楯彦）。ほかに『春琴抄』と『武州公秘話』も予定されていたが未刊
- 『谷崎潤一郎全集』〈全30巻 新書判〉（中央公論社、1957年12月-1959年7月） - 解説：伊藤整[48]
- 『谷崎潤一郎全集』〈全28巻〉（中央公論社、1966年11月-1970年7月）
- 『谷崎潤一郎文庫』〈全12巻〉（六興出版、1973年 - 1978年）
- 『谷崎潤一郎全集』〈全30巻〉（中央公論社、1981年-1983年） - 上記に比べ小型
- 『潤一郎ラビリンス』〈全16巻〉（中公文庫、1998年-1999年） - 編・解説：千葉俊二
- 『谷崎潤一郎全集』〈全26巻〉（中央公論新社、2015年5月-2017年6月） - 編集：千葉俊二、明里千章、細江光
  1. 刺青・羹・悪魔ほか
  2. 恋を知る頃・熱風に吹かれて・饒太郎ほか
  3. お艶殺し・お才と巳之介・金色の死・神童ほか
  4. 鬼の面・人魚の嘆き・異端者の悲しみほか
  5. 二人の稚児・人面疽・金と銀・白昼鬼語ほか
  6. 小さな王国・母を恋ふる記・呪はれた戯曲ほか
  7. 女人神聖・美食倶楽部・恐怖時代ほか
  8. 鮫人・AとBの話・アマチユア倶楽部ほか
  9. 愛すればこそ・お国と五平・藝術一家言ほか
  10. アベ・マリア・肉塊・無明と愛染ほか
  11. 神と人との間・痴人の愛ほか
  12. 赤い屋根・友田と松永の話・饒舌録ほか
  13. 黒白・卍ほか
  14. 青塚氏の話・蓼喰ふ虫・三人法師ほか
  15. 乱菊物語・盲目物語・吉野葛ほか
  16. 武州公秘話・恋愛及び色情・青春物語ほか
  17. 蘆刈・春琴抄・陰翳礼賛ほか
  18. 細雪 上巻・細雪 中巻ほか
  19. 細雪 下巻・月と狂言師ほか
  20. 少将滋幹の母・幼少時代ほか
  21. 過酸化マンガン水の夢・鍵・夢の浮橋ほか
  22. 三つの場合・当世鹿もどき・残虐記ほか
  23. 瘋癲老人日記・台所太平記・雪後庵夜話ほか
  24. 初期文章・談話筆記・創作ノート・歌稿ほか
  25. 日記・記事・年譜・著作目録・著書目録・索引ほか

### 書簡集
- 水上勉・千葉俊二編『谷崎先生の書簡——ある出版社社長への手紙を読む』（中央公論社、1991年3月、増補版2008年5月） - 嶋中雄作宛書翰
- 『谷崎潤一郎＝渡辺千萬子往復書簡』（中央公論新社、2001年2月。中公文庫、2006年1月）
- 千葉俊二編『谷崎潤一郎の恋文——松子・重子姉妹との書簡集』（中央公論新社、2015年1月）
- 千葉俊二編『父より娘へ——谷崎潤一郎書簡集 鮎子宛書簡二六二通を読む』（中央公論新社、2018年10月）

### 対談集
- 小谷野敦・細江光編『谷崎潤一郎対談集 藝能編』（中央公論新社、2014年9月）
- 小谷野敦・細江光編『谷崎潤一郎対談集 文藝編』（中央公論新社、2015年3月）

### 目録
- 橘弘一郎『谷崎潤一郎先生著書総目録』〈全4巻〉（ギャラリー吾八、1964年-1966年）

## 関連図書
基本的には永栄啓伸・山口政幸『谷崎潤一郎書誌研究文献目録』（勉誠出版、2004年10月）を参照。

### 回想
- 谷崎精二『明治の日本橋・潤一郎の手紙』（新樹社、1967年3月）
- 谷崎終平『懐しき人々 兄潤一郎とその周辺』（文藝春秋、1989年8月）
- 谷崎松子『倚松庵の夢』（中央公論社、1967年7月。中公文庫、1979年12月）
- 谷崎松子『湘竹居追想——潤一郎と「細雪」の世界』（中央公論社、1983年6月。中公文庫、1986年10月）
- 谷崎松子『蘆辺の夢』（中央公論社、1998年10月）
- 辰野隆『随筆集 谷崎潤一郎』（イヴニング・スター社、1947年10月。復刻版・日本図書センター、1992年。新編「忘れ得ぬ人々と谷崎潤一郎」中公文庫、2015年）
- 長尾伴七『京の谷崎』（駸々堂出版、1971年5月）
- 高木治江『谷崎家の思い出』（構想社、1977年6月）
- 渡辺たをり『祖父 谷崎潤一郎』（六興出版・ロッコウブックス、1980年5月。中公文庫、2003年3月）
- 渡辺たをり『花は桜、魚は鯛－谷崎潤一郎の食と美』（ノラブックス、1985年11月。中公文庫、2000年9月）。副題は「祖父谷崎潤一郎の思い出」に変更
- 伊吹和子『われよりほかに——谷崎潤一郎最後の十二年』（講談社、1994年2月。講談社文芸文庫（上下）、2001年10・11月）
- 末永泉『谷崎潤一郎先生覚え書き』（中央公論新社、2004年5月）
- 渡辺千萬子『落花流水——谷崎潤一郎と祖父関雪の思い出』（岩波書店、2007年4月）

### 伝記
- 平山城児・福田清人『谷崎潤一郎』〈センチュリーブックス 人と作品 12〉（清水書院、1966年10月、新装版2016年ほか）
- 野村尚吾『伝記谷崎潤一郎』（六興出版、1972年5月）
- 秦恒平『神と玩具との間——昭和初年の谷崎潤一郎』（六興出版 1977年4月）
- 稲沢秀夫『聞書谷崎潤一郎』（思潮社 1983年5月）
- 稲沢秀夫『秘本谷崎潤一郎』〈全5巻〉（烏有堂、1991年12月-1993年1月）
- 大谷晃一『仮面の谷崎潤一郎』（創元社、1984年11月）
- 永栄啓伸『評伝谷崎潤一郎』（和泉書院、1997年7月）
- 小谷野敦『谷崎潤一郎―堂々たる人生』（中央公論新社、2006年6月。中公文庫、2021年8月）
- 板東洋介『谷崎潤一郎』（清水書院〈人と思想〉、2020年8月）

### 作家論・作品論
- 中村光夫『谷崎潤一郎論』（河出書房、1952年10月/復刻・日本図書センター、1984年。新潮文庫、1956年4月、復刊1994年。講談社文芸文庫、2015年8月）
- 伊藤整『谷崎潤一郎の文学』（中央公論社、1970年7月）
- 三島由紀夫『作家論』（中央公論社、1970年10月。中公文庫、1974年6月、改版2016年5月）
  - 新編『谷崎潤一郎・川端康成』（中公文庫、2020年5月）
- 野口武彦『谷崎潤一郎論』（中央公論社、1973年8月）
- 秦恒平『谷崎潤一郎』（筑摩書房〈筑摩叢書〉 1989年1月）
- 渡部直己『谷崎潤一郎 擬態の誘惑』（新潮社、1992年6月）
- たつみ都志『谷崎潤一郎・「関西」の衝撃』（和泉書院、1992年11月）
- 小森陽一『縁の物語―『吉野葛』のレトリック』（新典社、1992年12月）
- 千葉俊二『谷崎潤一郎 狐とマゾヒズム』（小沢書店、1994年6月）
- 野崎歓『谷崎潤一郎と異国の言語』（人文書院、2003年6月。中公文庫 2015年4月）
- 細江光『谷崎潤一郎 深層のレトリック』（和泉書院、2004年3月）
- 蓮實重彦「「厄介な「因縁」について　『吉野葛』試論」」『魅せられて』（河出書房新社、2005年7月）
- 舟橋聖一『谷崎潤一郎と好色論　日本文学の伝統』（幻戯書房、2015年5月）
- 阿刀田高『谷崎潤一郎を知っていますか　愛と美の巨人を読む』（新潮社、2020年11月）

### 谷崎潤一郎を題材とした作品
※主要キャラクター作品のみ

#### 小説
- 中河与一『探美の夜』正続完（講談社、1957年-1959年）
- 桐野夏生『デンジャラス』（中央公論新社、2017年6月）
- 鳥越碧『花筏 谷崎潤一郎・松子たゆたう記』（講談社、2008年、講談社文庫、2014年）

#### テレビドラマ
- 谷崎・その愛、我という人の心は（1985年11月16日、NHK総合、演：江守徹）

## 映像化作品

### 映画
- アマチュア倶楽部（1920年、大正活映、トーマス・栗原 監督）※ オリジナルシナリオ
- 葛飾砂子（1920年、大正活映、栗原喜三郎 監督）※ 泉鏡花原作、谷崎潤一郎 脚色
- 雛祭の夜（1921年、大正活映、栗原喜三郎＆谷崎潤一郎 監督）※ オリジナルシナリオ。谷崎は操人形の操作担当。
- 蛇性の婬（1921年、大正活映、栗原喜三郎 監督）※ オリジナルシナリオ
- おつやと新之助（1924年、日活、中川紫郎 監督）※『お艶殺し』が題材
- 本牧夜話（1925年、東亜キネマ、鈴木謙作 監督）
- お艶殺し（1925年、東亜キネマ、阪田重則 監督）
- お艶殺し（1934年、日活、辻吉朗 監督）
- 春琴抄 お琴と佐助（1935年、松竹、島津保次郎 監督）
- お市の方（1942年、大映、野淵昶 監督）※『盲目物語』が題材
- 痴人の愛（1949年、大映、木村恵吾 監督）
- 細雪（1950年、新東宝、阿部豊 監督）
- お艶殺し（1951年、東映、マキノ雅弘 監督）
- お遊さま（1951年、大映、溝口健二 監督）※「蘆刈」が題材
- 源氏物語（1951年、大映、吉村公三郎 監督）※ 谷崎潤一郎 監修
- お国と五平（1952年、東宝、成瀬巳喜男 監督）
- 乱菊物語（1952年、東宝、谷口千吉 監督）
- 春琴物語（1954年、大映、伊藤大輔 監督）
- 猫と庄造と二人のをんな（1956年、東宝、豊田四郎 監督）
- 乱菊物語（1956年、東宝、谷口千吉 監督）
- 細雪（1959年、大映、島耕二 監督）
- 鍵（1959年、大映、市川崑 監督）
- 痴人の愛（1960年、大映、木村恵吾 監督）
- お琴と佐助（1961年、大映、衣笠貞之助 監督）
- 瘋癲老人日記（1962年、大映、木村恵吾 監督）
- 台所太平記（1963年、東宝、豊田四郎 監督）
- 白日夢（1964年、松竹、武智鉄二 監督）
- 卍（1964年、大映、増村保造 監督）
- 紅閨夢（1964年、松竹、武智鉄二 監督）
- 悪党（1965年、東宝、新藤兼人 監督）※「顔世」を題材にしている。
- 刺青（1966年、大映、増村保造 監督）※「刺青」と「お艶殺し」を題材にしている。
- 堕落する女（1967年、松竹、吉村公三郎 監督）※ 「愛すればこそ」を題材にしている。
- 痴人の愛（1967年、大映、増村保造 監督）
- 鬼の棲む館（1969年、大映、三隅研次 監督）※ 戯曲『無明と愛染』より
- おんな極悪帖（1970年、大映、池広一夫 監督）※『恐怖時代』を題材にしている。
- 讃歌（1972年、大映、新藤兼人 監督）※『春琴抄』を題材にしている。
- 鍵（1974年、日活、神代辰巳 監督）
- 春琴抄（1976年、東宝、西河克己 監督）
- 谷崎潤一郎「痴人の愛」より ナオミ（1980年、東映、高林陽一 監督）
- 白日夢（1981年、富士映画、武智鉄二 監督）※『春琴抄』を題材にしている
- 卍（1983年、東映セントラルフィルム、横山博人 監督）
- 華魁（1981年、武智プロ、小川プロ、武智鉄二 監督）※ 「人面疽」を題材にしている。
- 鍵（1983年、東映セントラルフィルム、木俣堯喬 監督）
- La chiave（1983年、伊仏合作映画、ティント・ブラス 監督）※ 邦題『鍵』
- 細雪（1983年、東宝、市川崑 監督）
- 刺青 IREZUMI（1984年、にっかつ、曽根中生 監督）
- The Berlin Affair（1985年、伊・西独合作映画、リリアーナ・カヴァーニ 監督）※ 邦題『卍／ベルリン・アフェア』
- 白日夢2（1987年、松竹、武智鉄二 監督）
- Dagboek van een oude dwaas（1987年、蘭白仏合作映画、リリ・ラデメーカーズ 監督）※ 邦題『吐息』。『瘋癲老人日記』を題材にしている。
- 卍（1987年、オリジナルビデオ、	服部光則 監督）
- 鍵（ディレクターズ・カット完全版）（1997年、新東宝、木俣堯喬 監督）
- 鍵 THE KEY（1997年、東映、池田敏春 監督）
- 刺青 SI-SEI（2005年、アートポート、佐藤寿保 監督）
- 卍（2006年、アートポート、井口昇 監督）
- 刺青 堕ちた女郎蜘蛛（2007年、アートポート、瀬々敬久 監督）
- 春琴抄（2008年、ビデオプランニング、金田敬 監督）
- 白日夢（2009年、アートポート、愛染恭子 & いまおかしんじ 監督）
- 刺青 背負う女（2009年、アートポート、堀江慶 監督）
- 刺青 匂ひ月のごとく（2009年、アートポート、三島有紀子 監督）
- BUNGO －日本文学シネマ－ 富美子の足（2010年、オリジナルビデオ、	橋本光二郎 監督）
- 神と人との間（2018年、TBSサービス、内田英治 監督）
- 富美子の足（2018年、TBSサービス、ウエダアツシ 監督）
- 悪魔（2018年、TBSサービス、藤井道人 監督）
- 鍵（2022年、BBB、井上博貴 監督）
- 卍（2023年、レジェンド・ピクチャーズ、井土紀州 監督）
- 痴人の愛 リバース（2024年、BBB、宝来忠昭 監督）

### TV
- 細雪（1957年4月3日〜6月26日、日本テレビ、武智鉄二＆中村昭二＆伴秀夫 演出）
- 細雪（1959年11月12日、NET、山本隆則 演出）
- 細雪（1965年8月5日〜10月28日、日本テレビ、せんぼんよしこ 演出）
- 細雪（1966年1月21日、フジテレビ、菊田一夫 演出）
- 細雪（1980年11月20日、読売テレビ、香坂信之 演出）
- 刺青・魔性の秘密（1988年10月17日、テレビ東京、松井稔 演出）※ 短編「刺青」と「秘密」を題材にしている。
- 鍵（1993年5月17日、24日、テレビ東京、久野浩平 演出）
- 母恋ひの記（2008年12月13日、NHK総合、黛りんたろう 演出）
- 平成細雪（2018年1月7日〜28日、NHK-BSP、源孝之 演出）